# Arthur Thomas
Arthur Thomas (Liverpool, 1938 – Sydney, 8 novembre 2007) è stato un calciatore nordirlandese, di ruolo centrocampista.
Era un insegnante scolastico a Birkenhead.

## Carriera
Si trasferisce dal Ballymena al Linfield nel novembre del 1965. Durante la stagione 1966-1967 sale agli onori della cronaca per le sue prestazioni nella Coppa Campioni: i nordirlandesi escludono l'Aris Bonnevoie (9-4), società alla quale Thomas realizza una tripletta. Contribuisce alla vittoria nel doppio confronto anche contro i norvegesi del Vålerenga (5-2), segnando sia all'andata sia al ritorno. Ai quarti di finale, il Linfield si arrende sotto i colpi del CSKA Sofia (2-3).
Dopo esser passato al New Brighton nel 1967, all'età di 30 anni si trasferisce in Australia, a Sydney.

## Palmarès

### Club

#### Competizioni nazionali
- Campionato nordirlandese: 1

Linfield: 1965-1966
- Country Antrim Shield: 2

Linfield: 1965-1966, 1966-1967
- Gold Cup (Irlanda del Nord): 1

Linfield: 1965-1966
- Top Four Trophy: 1

Linfield: 1966-1967